# Dominion Voting Systems
Dominion Voting Systems Corporation — компания, продающая программное обеспечение и аппараты для голосования, в том числе машины для голосования и табуляторы в США и Канаде.
Международная штаб-квартира компании расположена в Торонто (Канада), а главный офис в США — в Денвере (штат Колорадо). Помимо США и Канады, компания оперирует в Сербии.
Образована в 2002 году.

## США
Dominion является вторым по размеру, после Election Systems & Software, поставщиком машин для голосования в США. На выборах 2016 года её машины обеспечили подсчёт 72 (из 181) миллионов голосов в 1600 избирательных округах.
Многократно обвинялась в подтасовках. В 2020 году президент США Дональд Трамп при попытке отменить результаты выборов обвинил компанию в подтасовках в президентских выборах: передаче 2,7 млн его голосов Джо Байдену. Эти обвинения были отклонены после ручного пересчёта бюллетеней, поданных на президентских выборах 2020 года в штатах Джорджия и Висконсин. 19 апреля 2023 года, незадолго до того, как дело о клевете на президентских выборах 2020 года, на которых победу одержал Байден, должно было предстать перед судом, прореспубликанский Fox News заключил с канадской компанией Dominion Voting Systems, которая производит и продает аппаратное и программное обеспечение для голосования, мировое соглашение и согласился выплатить более 767 млн долларов. В ноябре 2020 года Fox News, традиционно поддерживавший республиканцев и занимавшего тогда пост президента Дональда Трампа, на протяжении нескольких недель после выборов ставил под сомнение результаты голосования, высказывая разные версии, в том числе о том, что машины для голосования производства Dominion Voting Systems могли использоваться для искажения результатов волеизъявления американцев. Dominion сочла эти утверждения диффамацией и обратилась в суд. Сумма компенсации составляет около четверти годового дохода Fox News до вычета налогов. Это крупнейшее в истории США взыскание со СМИ за клевету.